# Marismas de Tottenham

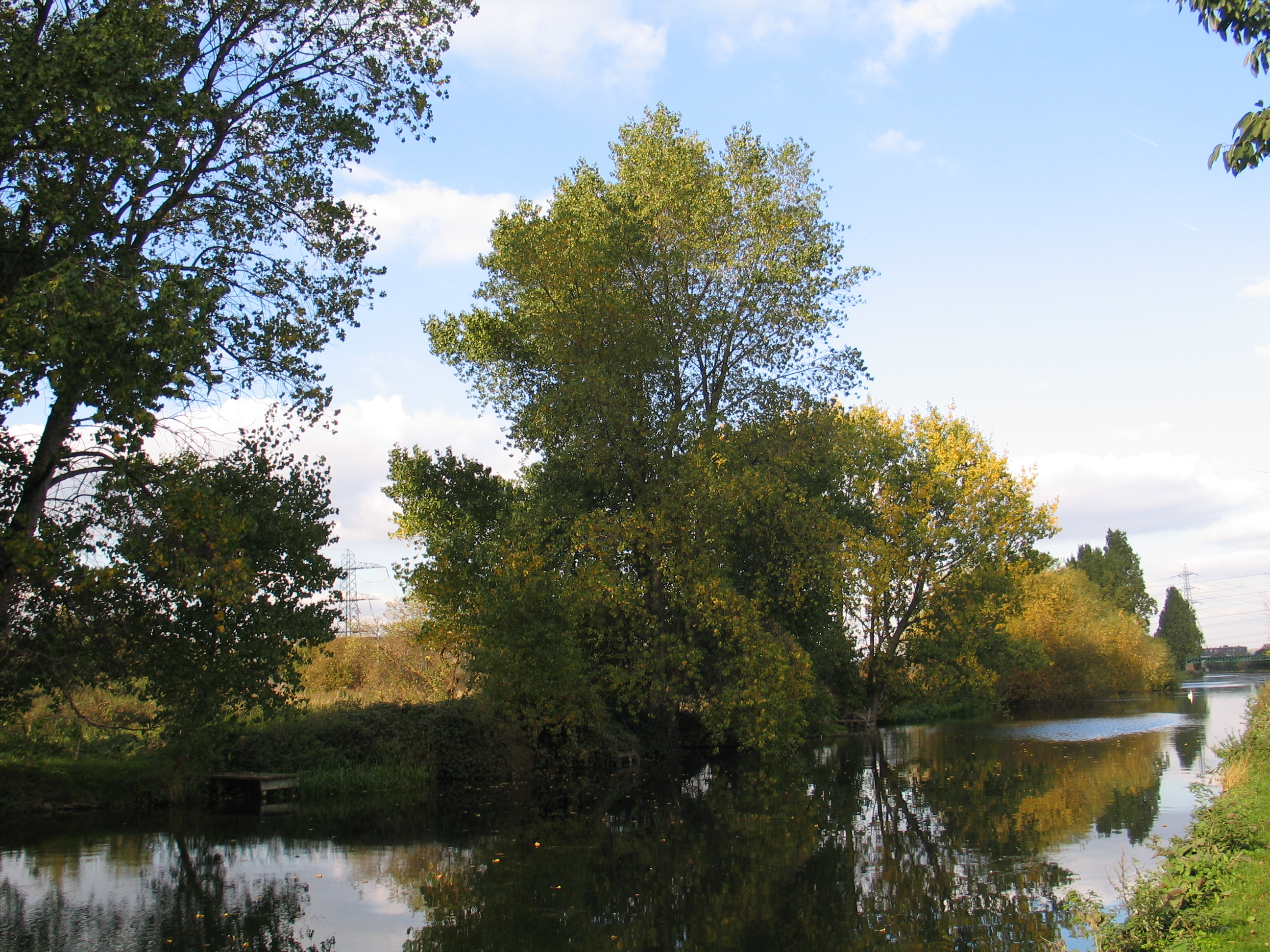
Wild West Marsh visto desde el otro lado del río Lee.

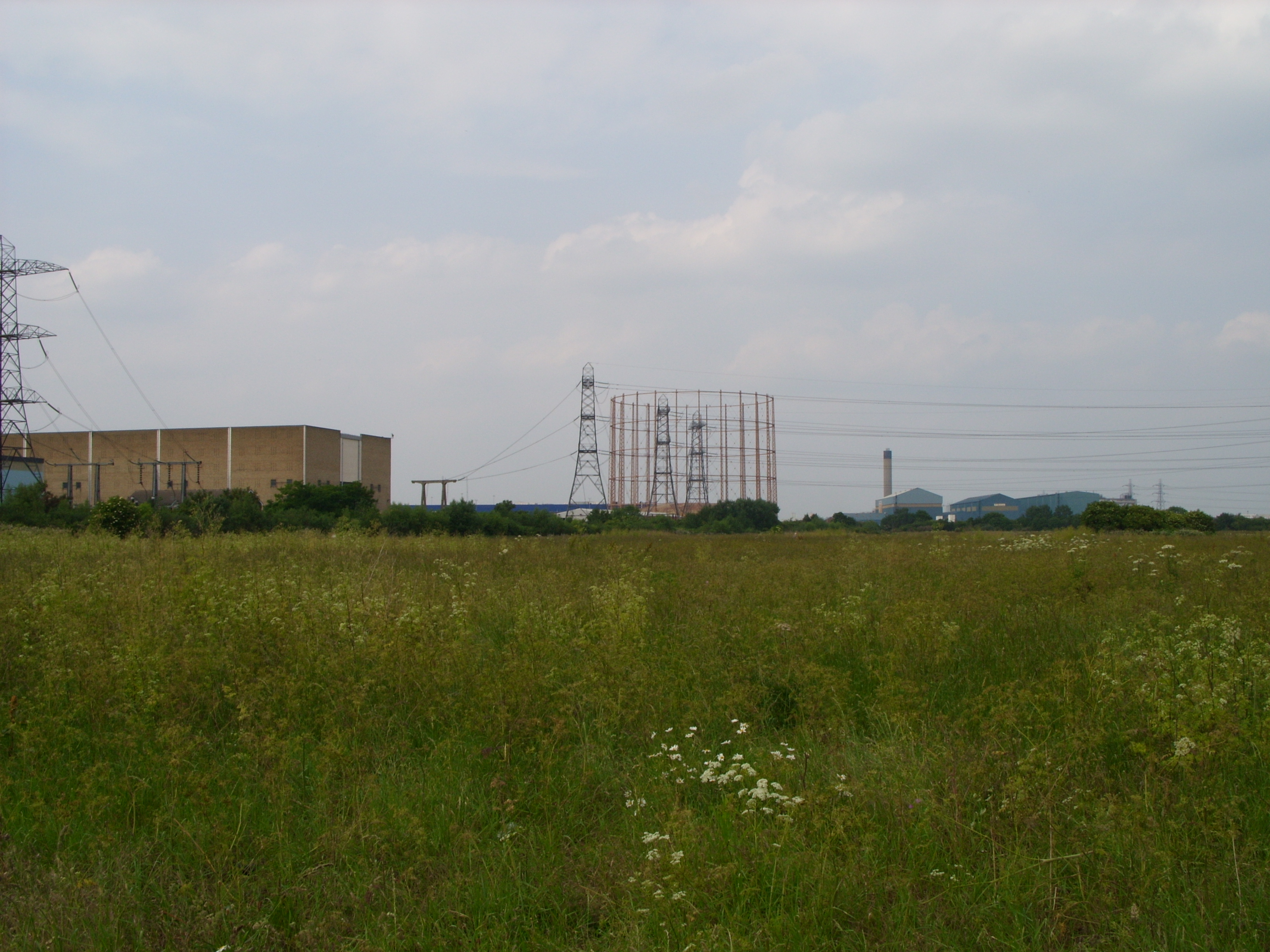
Vista de la zona norte de las marismas hacia el lado de Edmonton.

Las marismas de Tottenham se encuentran en Tottenham en el municipio londinense de Haringey. Cubren un área de más de 0,40 km² y forman parte del Lee Valley Park desde 1972. Esta zona pantanosa está formada por tres áreas principales: Clendish Marsh, Wild West y Marsh East y estas dos últimas se encuentran divididas por el río Lee.

## Descripción
Las marismas son uno de los últimos lugares semi-naturales sobrevivientes de los humedales originales del Gran Londres y poseen una gran variedad de comunidades vegetales típicas de las antiguas áreas inundables de la zona, como una gama de tipos de pastizales neutros, juncos de pantanos, cañas de pantano, matorrales cetrinos y áreas de vegetación de hierbas altas. Asociadas a esta diversidad de hábitat hay aquí varias especies de plantas e insectos que rara vez son vistos en el resto de Londres.

## Historia
Estas marismas de 0,40 km² originalmente eran un terreno inundado por el río Lee. Pero con el paso de los años se realizaron importantes cambios en el área, entre los años 1860 y 1930 se construyó una serie de instalaciones que incluían canchas de tenis y balnearios; pero luego de la Segunda Guerra Mundial entre 1946 y 1960 el área fue utilizada como lugar para la extracción de grava y como un vertedero de basura. A finales del siglo XIX el Wild Marsh East fue dividido en dos cuando redirigieron el río Lee para disponer el predio para la construcción de algunas facilidades para el futuro Lee Valley Reservoir Chain (Cadena reservoria del valle del río Lee). Además esta marisma fue el primer sitio donde se radicó el club Tottenham Hotspur Football Club en 1882. La autoridad Lee Valley Regional Park Authority (LVRPA por sus siglas en inglés), cunstituida por un acta del parlamento en 1965, adquirió el Tottenham Marshes en el año 1972.

## Ecología
Varias especies de plantas se desarrollan en los inmediaciones de la marisma, entre ellas Galium parisiene,  Lathyrus aphaca, orquídeas como Ophrys apifera, las florales  Papaver dubilum y arbustos como  Artemisia vulgaris entre otras. Por otro lado la marisma es el hogar de la mariposa Brown Argus, y de algunas especies de aves como la alondra común y el búho campestre.